# Oliarus excelsa
Oliarus excelsa är en insektsart som beskrevs av Fowler 1904. Oliarus excelsa ingår i släktet Oliarus och familjen kilstritar. Inga underarter finns listade i Catalogue of Life.